# Феодосийский музей денег
Феодосийский музей денег — нумизматический музей в городе Феодосия.

## История коллекционирования денег и нумизматики в Феодосии
Феодосия является одним из самых древних городов Причерноморья, в котором издавна чеканились монеты — историки насчитывают 14 периодов выпуска металлических денег. Монетный двор существовал в античной Феодосии. В Средние века был генуэзский монетный двор. Свою монету чеканили крымские татары, а последний крымский хан Шагин-Гирей в предместье Феодосии создал новый монетный двор европейского образца с оборудованием из Польши. После присоединения Крыма к Российской империи этот монетный двор использовали для изготовления российских монет.
Коллекционирование денег в городе имеет давнюю историю. Так, нумизматом был Варфоломей Галлера, Феодосийский городской голова, который в 1811—1830 годах был директором городского Музея Древностей. Особая роль в изучении монет отводится первому музею на полуострове — Феодосийскому Музею Древностей, открывшемуся в 1810 году. Первым приобретением музея стала коллекция феодосийского купца Дживарджи, содержащая больше сотни медных римских монет. В 1818 году великий князь Николай подарил музею золотую монету царя Лисимаха и серебряную монету Филиппа III Македонского. В дальнейшем история нумизматического собрания связана с деятельностью О. Ф. Ретовского (1849—1925), нумизмата, коллекционера, заведовавшего музеем в течение 22 лет. Именно при нём Феодосия стала одним из ведущих нумизматических центров Российской империи. Его труды, в основном, касающиеся чекана генуэзской Кафы, актуальны и по сей день. Значительная часть его нумизматической коллекции в дальнейшем была куплена Эрмитажем, много монет ушло за границу, например, в коллекцию короля Италии Виктора-Эммануила. В 1908 году собрание Музея Древностей насчитывало 12 золотых монет, 1004 серебряных и 1042 медных.
Невосполнимый урон нумизматическому собранию музея нанесла Вторая мировая война. В послевоенные годы часть вывезенных оккупантами музейных экспонатов, в том числе и нумизматических, была возвращена. К сожалению, после революции 1917 года и в советское время в музее не было нумизматов, способных приумножить и, главное, разработать экспозицию, посвященную истории денежного обращения Феодосии.

## Основание

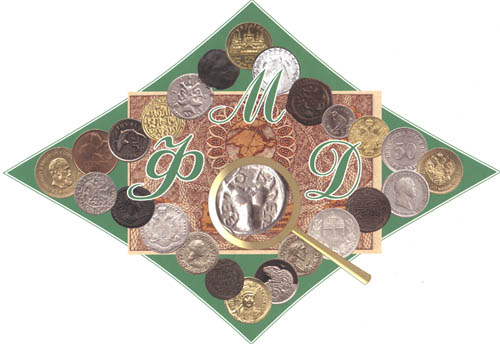
Эмблема Феодосийского музея денег.

Продолжая нумизматическую эстафету, по инициативе феодосийского коллекционера Олещука Александра Романовича, 15 июля 2003 года был зарегистрирован Феодосийский музей денег (первый музей денег на Украине), открытие которого состоялось 22 августа того же года.
Музей продолжает традиции, заложенные городским Музеем Древностей. Одной из важнейших задач считается восстановление памятников нумизматики, по разным причинам утраченным или не приобретенным Музеем древностей в царское и советское время, а также возвращение Феодосии славы нумизматического центра, которая была у города век назад.
Не случайно подобраны элементы музейной эмблемы. В ромбе из монет мира разных эпох — банкнота 1919 года Крымского краевого правительства с очертаниями Таврической губернии. Поверх банкноты размещена одна из монет античной Феодосии — серебряный пентобол (400—390 гг. до н. э.) с изображением головы быка на реверсе и надписью ФЕОДЕО («БОГОМ ДАННАЯ») — так назывался город в тот период. А лупа свидетельствует, что музей не только собирает монеты, но и занимается научно-исследовательской деятельностью.
31 июля 2005 года в Феодосийском музее денег произошло торжественное открытие второго зала, т. н. «комнаты-сейфа». В этом зале представлена уникальная экспозиция: деньги, отчеканенные и отпечатанные в Феодосии с античных времен до наших дней; деньги, обращавшиеся на территории Украины и Крыма на протяжении двух с половиной тысячелетий, вспомогательные нумизматические экспонаты. Помимо этого, зал рассказывает об истории возникновения и развития банковского дела мира на примере Феодосии, где банковское дело зародилось ещё в античный период.

## Фонды

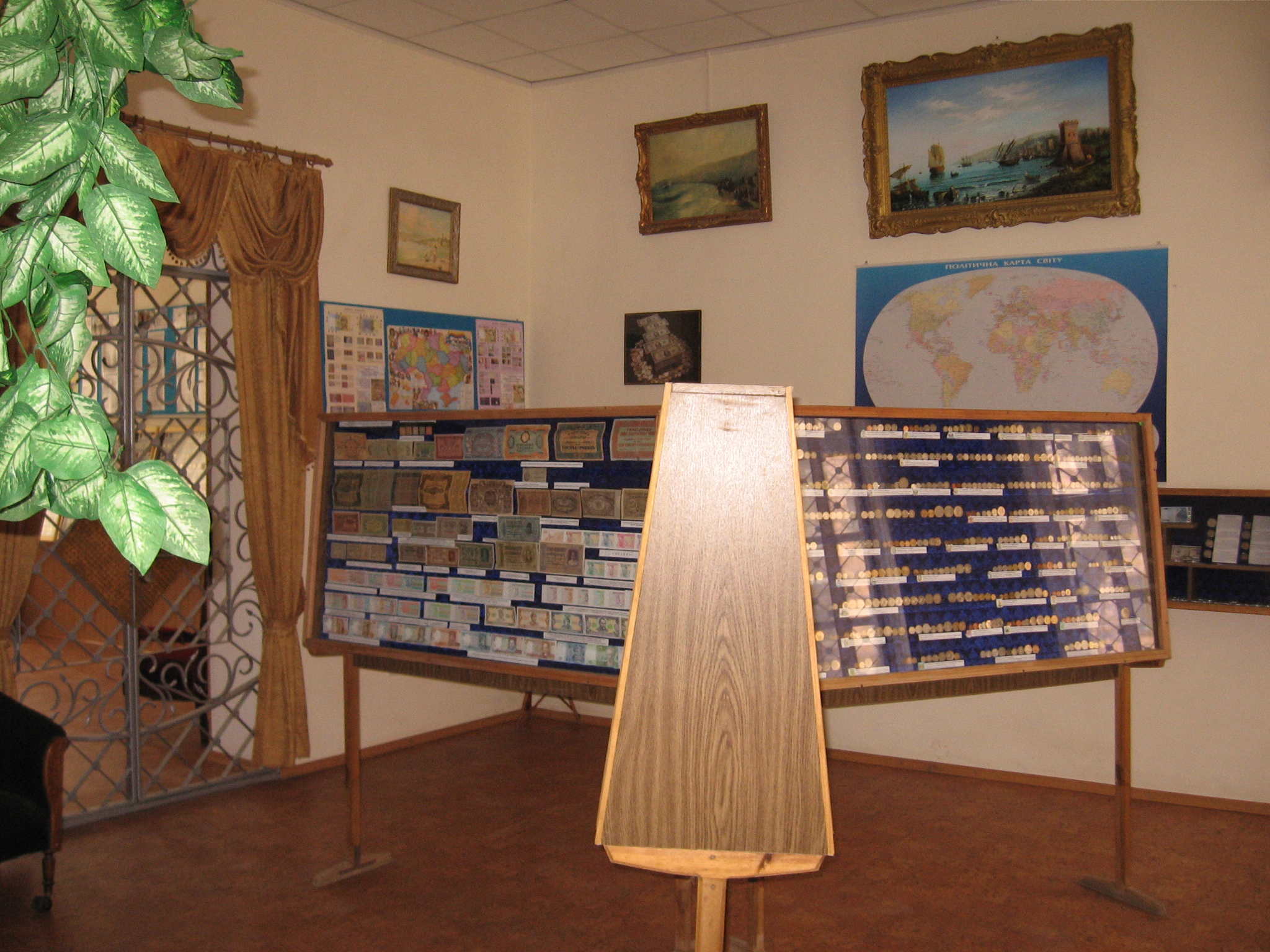
Феодосийский музей денег. 1-й зал. 2007.

В фондах музея хранится более 30 000 монет, начиная с VII века до н. э., бумажных денежных знаков более 1 000 экземпляров, интересны целостные клады денег, среди которых особенное место занимает наибольший Феодосийский клад, найденный на территории Феодосии.
Гордостью музея является собрание монет античной Феодосии — крупнейшее из всех музейных собраний мира. В собрании монет Боспорского царства, средневековых и нового времени есть уникальны монеты, которые представлены только в этом музее, или имеют лучшие качественные характеристики среди известных экземпляров раритетов в нумизматических собраниях таких музеев, как Эрмитаж (Россия) или Британский музей (Великобритания). Коллектив музея работает над выполнением проекта реконструкции музея, который позволит превратить существующий музей во всемирно известное собрание денег, на базе которого будут проводиться конференции, симпозиумы, и другие акции.
Экспозиция музея тематически делится на семь отделов.
Первый отдел — поистине уникален, ведь в нём показаны деньги, отчеканенные или отпечатанные в г. Феодосии с античных времён до начала XXI века. Стоит рассказать о нём подробнее. Здесь представлены монеты, выпущенные античным городом-государством Феодосией в V—IV в. до нашей эры; монеты Золотой Орды, чеканенные в Кафе в XIV—XV веках; монеты Генуэзско-татарского (1396—1475 гг.) периода… Интересны монеты периода сюзеренитета (то есть зависимости от Турции), чеканенные на старом монетном дворе по турецкому образцу. Затем следуют монеты хана Шахин-Герая времени зависимости от России, отчеканенные на новом монетном дворе по российскому весовому стандарту на новом европейском оборудовании в 1781—1783 гг., а также монеты Российского периода — отчеканенные на переоборудованном бывшем ханском дворце — так называемом Таврическом монетном дворе в 1787—1788 гг. Целостную картину прошлого воссоздают монетовидные жетоны, впервые выпущенные в России для потребностей строителей ветки железной дороги Джанкой — Феодосия во второй половине XIX века, частные боны Феодосийского уезда 1877—1917 гг., монетовидные жетоны дачи «Добрый приют» Рукавишникова начала XX века, не говоря уже о многочисленных выпусках бумажных денег периода Гражданской войны 1918—1920 гг., частных бонах периода новой экономической политики 1922—1927 гг. Завершают экспозицию первого отдела частные боны современной Феодосии, выпущенные в конце ХХ — начале XXI века.
Второй отдел представляет коллекцию монет Боспорского царства с момента покорения им города Феодосии (IV век до н. э.) вплоть до его распада под ударами варваров. Летопись денежного обращения в дальнейшем представляют выпуски различных государств и правителей, деньги которых обращались в округе Феодосии и в Крыму в целом вплоть до присоединения Крыма к России.
В третьем отделе представлены деньги других государств, имевшие хождение на территории современной Украины. Можно с удивлением отметить для себя факт обращения в этой стране денег Речи Посполитой и Польши, Германии, Австро-Венгрии, Турции, Чехословакии, Румынии, а также Польской народной Республики…

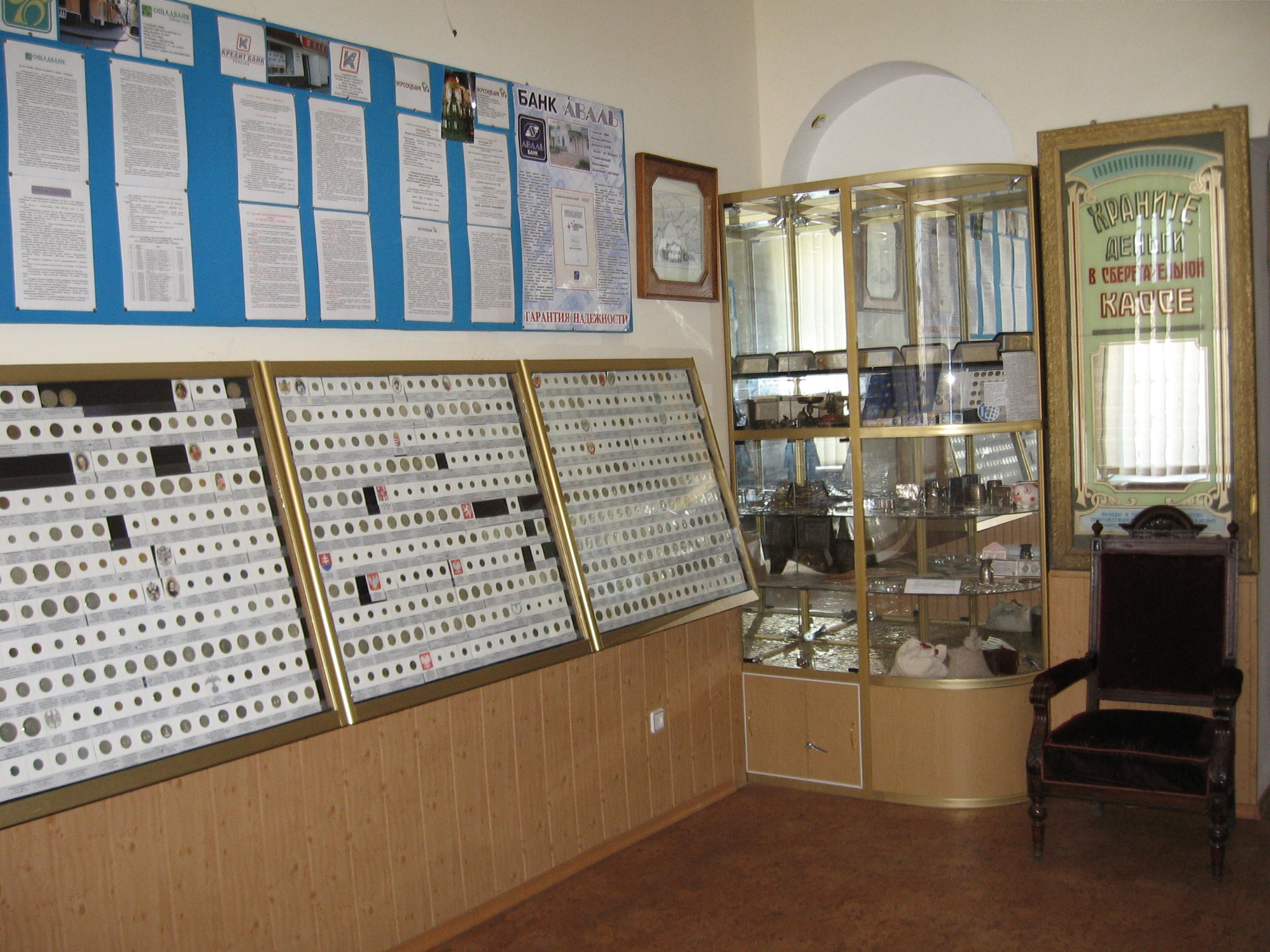
Феодосийский музей денег. 2-й зал. 2007.

Четвертый отдел составляют деньги Украины времен Киевской Руси вплоть до настоящего времени. Представлены выпуски Тмутараканского княжества, все деньги Украинской Народной Республики 1918—1920 гг., Рейхскомиссариата «Украина» в 1942 г., а также практически все оборотные и памятные юбилейные монеты и банкноты современной Украины.
В пятом отделе размещены современные обиходные деньги более 200 стран мира.
В шестом отделе представлены экспонаты из истории возникновения и эволюции денег, вплоть до современных пластиковых карт: коллекция марок, подделки, деньги несуществующих государств, курьёзы, суррогаты, фарфоровые деньги, деньги-колёса, самые маленькие и самые большие деньги, сувениры, клады, деньги-украшения и т. д.
Седьмой отдел — библиотека, в нём собрание специальной литературы по нумизматике, бонистике и коллекционированию денежных знаков, фонды музея, находящиеся в исследовании и реставрации, а также обширный рукописный материал (архив музея).
С момента открытия музей привлекает внимание не только местных, но и зарубежных средств массовой информации. Множество людей стало его почетными дарителями. Среди них как рядовые граждане, скромные коллекционеры, обладатели случайных находок, посчитавших своим долгом передать их в музей, так и члены городской администрации — мэр города В. А. Шайдеров, управляющий делами исполкома В. Д. Болотский. Особо ценным стал дар евромонет Ватикана, переданный музею Генеральным Секретарем Синода Епископов, Архиепископом Николаем Етеровичем по поручению Римского Папы Иоанна Павла II.

### Феодосийский клад
В нём 10 168 экземпляров монет весом почти 6 кг. Это акче Крымского ханства, большая часть (до 90 %) из них датированы 957 годом хиджры (1550 год). Часть датированы 1580 годом. Чеканка ханского монетного двора в Старом Крыму. Все монеты биллонные, в составе сплава 15-20 % серебра, остальное медь. В Крымском ханстве из такого металла в больших объёмах чеканилась разменная монета. Монеты относятся к относительно короткому отрезку времени, в течение которого Крымским ханством правили Сахиб I Герай (правление 1532—1551), Девлет I Герай (1551—1577) и Мехмед II Герай «жирный»(1577—1584).